# 대구MBC 프로야구

## 주파수 안내
- 대구, 경북권 FM 96.5MHz
- 김천 FM 98.7MHz
- 와룡산 FM 100.3MHz